# The Sims 4: Родители
The Sims 4: Родители (англ. The Sims 4: Parenthood) — пятый игровой набор к компьютерной игре The Sims 4. Выход набора состоялся 30 мая 2017 года на цифровой платформе Origin. Набор расширяет семейный геймплей базовой игры и раскрывает дополнительные возможности для семейной жизни и воспитания детей.
Игровой набор «Родители» был разработан в ответ на пожелание многих фанатов The Sims 4 видеть более проработанный геймплей семейных отношений. За несколько месяцев до этого, в базовую игру вместе с бесплатным обновлением добавили возрастную категорию малыши.
Критики оставили восторженные отзывы, заметив, что игровой набор «Родители» добавляет дополнительную динамику семейному геймлею, делая его таким же увлекательным, как и например посещение работы, а также достоверно отражают опыт воспитания ребёнка и влияние воспитания на развитие его личности. Игровой набор «Родители» по состоянию на 2019 год стал самым популярным среди остальных наборов к The Sims 4.

## Геймлей
Пятый игровой набор расширяет возможности базового семейного геймплея из The Sims 4 и вводит множество дополнительных взаимодействий между родителями и детьми, в частности появляется система воспитания. То, как ребёнок общается с родителями, реагирует на происшествия и учится манерам, повлияет в будущем на формирования его поведения, будет ли он например дружелюбным, аккуратным или вспыльчивым. У каждого ребёнка есть панель «достоинства характера», где показано, на сколько хорошо или плохо развиты черты ребёнка; манеры, контроль над эмоциями, ответственность, сочувствие и решение конфликтов. 
Родитель может наказывать ребёнка, заставлять заниматься уборкой или даже оставлять на домашний арест или же хвалить его, поддерживать. Детям доступны дополнительные взаимодействия; малыши могут устраивать беспорядок на полу и драться, кусаться с другими детьми, дети могут играть «в доктора», а также работать над разными школьными проектами, мастеря поделки, подростки могут проявлять бунтарское поведение, выкрикивать запретные слова и страдать от перепадов настроения. Также набор добавляет игровой столик с кубиками в возможность вести личный дневник. Вместе с набором также была добавлена коллекция вещей для детей и домашнего уюта. Также появился навык — воспитание, развивая который, у родителя появляются дополнительные возможности в правильном воспитании ребёнка и влиянии на его поведение.

## Создание и выпуск
Идея о создании игрового набора пришла разработчикам в результате желаний многих игроков видеть в игре расширенные возможности семейного геймплея и более глубокие семейные отношения. Помимо дополнительных взаимодействий для представителей всех возрастных групп, вместе с набором разработчики интегрировали систему воспитания, при которой действия ребёнка и его общения с окружающими будут влиять на дальнейшее формирования его характера. 
Анонс набора состоялся 15 мая 2017 года. За несколько месяцев до этого вышло масштабное обновление для базовой The Sims 4, добавляющее возрастную категорию «малыши». Выход набора состоялся 30 мая 2017 года и доступен для онлайн-покупки на цифровой платформе Origin. На физическом носителе игровой набор стал доступен в составе коллекции The Sims 4 Коллекция 5 (англ. The Sims 4 Bundle Pack 5) 23 июня 2017 года. 19 июня 2018 года дополнение вышло игровых на приставок PlayStation 4 и Xbox One.

## Музыка
Вместе с игровым набором в The Sims 4 было добавлено несколько композиций, перезаписанным на симлише.
| №  | Название             | Автор(ы)       | жанр/звучит вː | Длительность |
| -- | -------------------- | -------------- | -------------- | ------------ |
| 1. | «Don’t Kill My Vibe» | Сигрид         | Поп-музыка     | 3:02         |
| 2. | «Guargadon»          | Чарлтон Петтус | Поп-музыка     | 4:01         |
| 3. | «Little Bird»        | Эвид Дэнсер    | Поп-музыка     | 2:56         |
| 4. | «Hello Hello»        | Fickle Friends | Поп-музыка     | 3:00         |

## Восприятие
| Сводный рейтинг    | Сводный рейтинг |
| Агрегатор          | Оценка          |
| ------------------ | --------------- |
| GameRankings       | 90 %            |
| Иноязычные издания |                 |
| Издание            | Оценка          |
| Destructoid        | 9/10            |

По версии сайта PC Gamer, игровой набор занял второе место в списке лучших расширений к The Sims 4 на 2017 год. Сайт TheGamer назвал «Родители» по состоянию на 2019 год третьим лучшим игровым набором в игре. Сам игровой набор пользовался наибольшей популярностью среди игроков.
Критик сайта Destructoid заметил, что игровой набор справился со своей задачей сделать внутри игры жизнь родителя такой же интересной, как и стремление продвинуться по карьерной лестнице или исполнить свою заветную цель. Набор добавляет новый геймплей и множество случайных событий, которые скрасят семейную жизнь и сделают её динамичнее. Критик также оценил новый набор объектов, которые придают участку домашний уют. Сам набор отличается от предыдущих выпущенных, так как расширяет именно базовый геймплей игры, в то время, как остальные наборы добавляют возможности в узкоспециализированной тематике. 
Рецензент Spaziogames также оценил набор, заметив, что он образует глубокий геймплей вокруг опыта воспитания. Тема дополнения в полной мере отражает то, что быть родителем — это большая ответственность и то, как сим будет общаться с ребёнком и реагировать на разные происшествия, будет влиять на формирующееся поведение ребёнка. Также критик похвалил и новые объекты, которые по его мнению позволят обустроить «живой и уютный» дом. Данное расширение идеально подойдёт тем игрокам, которые любят играть за семья в The Sims 4 и наблюдать, как вырастают разные поколения.